# Gravatá
Gravatá là một đô thị thuộc bang Pernambuco, Brasil. Đô thị này có diện tích 491,5 km², dân số năm 2007 là 70243 người, mật độ 142,92 người/km².